# Ирис тигровый
И́рис тигровый (лат. Íris tigridia) — многолетнее корневищное растение; вид рода Ирис (Iris); эндемик Северо-востока Азии.

## Описание

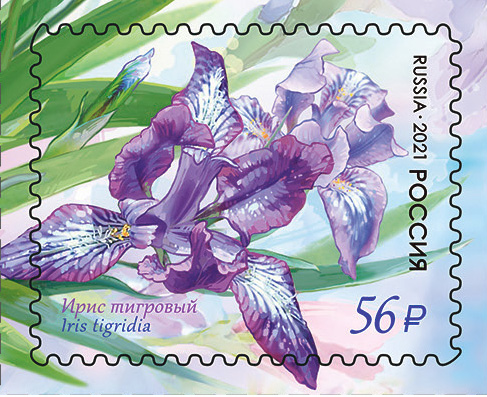
Почтовая марка (2021)

Короткокорневищное растение. Стебель до 10 см высотой. Прикорневые листья линейные, с сизым оттенком. Зимой остаются зелёными.
Цветы сине-фиолетовые с пятнами и жилками, по 2-3 на верхушках стеблей. Наружные доли околоцветника с продольной полосой из волосков. Цветет в мае.
Плодоносит в конце июня-начале июля. Плод — веретеновидная коробочка. Семена завязываются слабо.
Вегетативно происходит только разрастание растения с образованием новых побегов.

## Распространение
Растет на каменистых, щебнистых или песчаных степных склонах и осыпях, может подниматься до высоты 2000 м над уровнем моря.
Распространение на территории России — Алтайский край, республики Тува и Алтай, Забайкалье (Бурятия, Читинская область); вне России — Монголия и Китай.